# Lockhart Stadium
Das Lockhart Stadium war ein American-Football-Stadion wie auch Fußballstadion in der US-amerikanischen Stadt Fort Lauderdale im Bundesstaat Florida. Das Stadion wurde 2019 abgerissen, um an gleicher Stelle das Inter Miami Stadium zu bauen.

## Geschichte
Die 1959 erbaute Anlage ist östlich des Flughafens Fort Lauderdale Executive Airport und südlich des Fort Lauderdale Stadium gelegen. Um das Spielfeld ordnen sich die Haupttribüne (Süd) und der Gegenrang (Nord), zu drei Viertel der Länge, an. Die Hintertortribünen verlaufen um die Spielfeldecken herum, sind aber nicht mit den Längstribünen verbunden. Ein Dach besitzt das Stadion nicht und den Besuchern bieten sich 20.450 Sitzplätze. Neben dem Stadion liegen zusätzlich drei Konferenz- und Veranstaltungsräume. Der größte Raum fasst maximal 400 Personen und 250 Personen zu Banketten.
Bis 2010 war das Lockhart Stadium die Heimat des NCAA-Footballteams der Florida Atlantic University namens Florida Atlantic Owls. Im Oktober 2011 zog man in das neue FAU Stadium ein. Des Weiteren nutzten die Footballmannschaften der Fort Lauderdale High School, der Stranahan High School, der Northeast High School Oakland Park und der Dillard High School das Stadion.
Im Jahr 1977 trat erstmals eine Fußballmannschaft mit dem Namen Fort Lauderdale Strikers (NASL) in der Sportstätte an. Bis 1983 war das Team, für die u. a. auch Gerd Müller und George Best antraten, in der Sportstätte beheimatet. 1988 gab es wieder eine Mannschaft mit dem Namen Fort Lauderdale Strikers; die 1988 und 1989 in der ASL spielte und von 1990 bis 1994 der APSL angehörte. Von 1994 bis 1997 existierte das dritte Team der Fort Lauderdale Strikers; diesmal waren sie in der USL-2 vertreten. Seit 2011 tritt die vierte Mannschaft mit dem Namen Fort Lauderdale Strikers (NASL) an; das Team hieß bis Februar 2011 Miami FC. Das erste Spiel im April 2011 verloren die Strikers im heimischen Stadion vor 6.402 Zuschauern mit 1:2 gegen den FC Edmonton.
Ab 1998 war das MLS der Miami Fusion ein weiterer Mieter des Stadions. Nach drei Jahren wurde die Fusion wegen finanzieller Probleme vom Spielbetrieb zurückgezogen. 2011 spielte die Gridiron-Football-Mannschaft der Fort Lauderdale Barracudas der neugegründeten SFL eine Saison im Lockhart Stadium. 
Am 10. August 2011 trafen die Fußballnationalmannschaften von Honduras und Venezuela in Fort Lauderdale aufeinander. Die Honduraner gewannen vor 13.133 Besuchern mit 2:0 Toren.
Das neue MLS-Franchise Inter Miami will das seit 2016 ungenutzte Lockhart Stadium neubauen, um es ab 2020 für zwei Spielzeiten zu nutzen, da sich der Bau des neuen Stadionkomplexes mit Hotel, Einkaufszentrum und Büropark für rund eine Milliarde Euro weiter verzögert. Das Spielfeld soll um 90°  gedreht werden und nach den Bauarbeiten 18.000 Sitzplätze bieten. Statt der Tribünen aus Beton würde das neue Stadion Ränge aus Stahl erhalten. Wenn die Stadt Fort Lauderdale den Plänen am 19. März 2019 zustimmt, will Inter Miami 60 Mio. US-Dollar (etwa 53 Mio. Euro) in das Stadion und einen modernen Trainingskomplex mit  Akademie und Schulungszentrum rundherum investieren. Er soll sieben große Spielfelder bieten. Hinzu kommen sechs weitere (drei große und drei kleine) Felder.  Die Baumaßnahmen sollen so schnell wie möglich beginnen und bis Mai 2020 durchgeführt werden. Nach dem Umzug von Inter soll in Fort Lauderdale ein festes Team der United Soccer League angesiedelt werden. Im Mai 2019 begann der Abriss des Stadions, um an gleicher Stelle das Inter Miami Stadium zu bauen.